# Roadrunner (tidskrift)
Roadrunner är en ornitologisk tidskrift, som främst riktar sig till så kallade "kryssare", det vill säga personer som strävar efter att se så många olika fågelarter som möjligt. Roadrunner utkommer med fyra nummer per år. Innehållet består bland annat av föreningsinformation, reserapporter, artiklar för fältbestämning av fåglar och tester av diverse fältornitologisk utrustning.
Tidskriften är medlemsorgan för Club 300

## Namn
Tidskriftens namn är det engelskspråkiga trivialnamnet för större tuppgök